# Svenstavik
Svenstavik ist ein Ort (tätort) in der schwedischen Provinz Jämtlands län und der historischen Provinz Jämtland.
Er liegt etwa 65 km südlich von Östersund an der Südspitze des Sees Storsjön und ist Hauptort der Gemeinde Berg. Durch Svenstavik führen die Europastraße 45 (Inlandsvägen) und die Inlandsbahn. In der Nähe befindet sich die Hoverberggrotte.
Ein kleiner, separat etwa 1,5 km nordwestlich liegender Ortsteil wurde 2015 vom Statistiska centralbyrån als eigenständiger småort ausgewiesen.

## Persönlichkeiten
- Hans Magnusson (* 1960), Eisschnellläufer

## Quelle
1. 1 2 3 4  Statistiska centralbyrån: Landareal per tätort, folkmängd och invånare per kvadratkilometer. Vart femte år 1960 - 2015 (Datenbankabfrage)
2. ↑  Statistiska centralbyrån: Småorter 2015, byggnader, areal, överlapp tätorter, koordinater (Excel-Datei)